# تضخم الدرقية المتوطن
تضخم الدرقية المتوطن هو نوع من تضخم الغدة الدرقية الذي يكون مرتبطا بنقص تغذوي لليود.
في بعض المناطق الداخلية في البلاد حيث تكون المياه والتربة تعانيان من نقص في مركبات اليود ويكون استهلاك تلك المناطق من المأكولات البحرية قليلا، يكون مدى وقوع وحدوث تضخم الدرقية عاليا. في هذا النوع من المناطق يوصف تضخم الدرقية بأنه متوطن.
يمكن الوقاية من هذا النوع من الدرقية بسهولة، ففي معظم الدول النامية، طبقت عدة مؤسسات السياسات الصحية لوائح تتطلب تعزيز الملح أو الدقيق أو الماء باليود.
يعالج تضخم الدرقية المتوطن طبيا عن طريق تحضيرات اليود والثايروكسن. الجراحة تكون ضرورية فقط في حالة كون الوضع معقدا بوجود ضغط خطير على تراكيب تشريحية قريبة من منطقة التضخم.

## روابط خارجية
- Network for Sustained Elimination of Iodine Deficiency